# Marie-Juchacz-Plakette

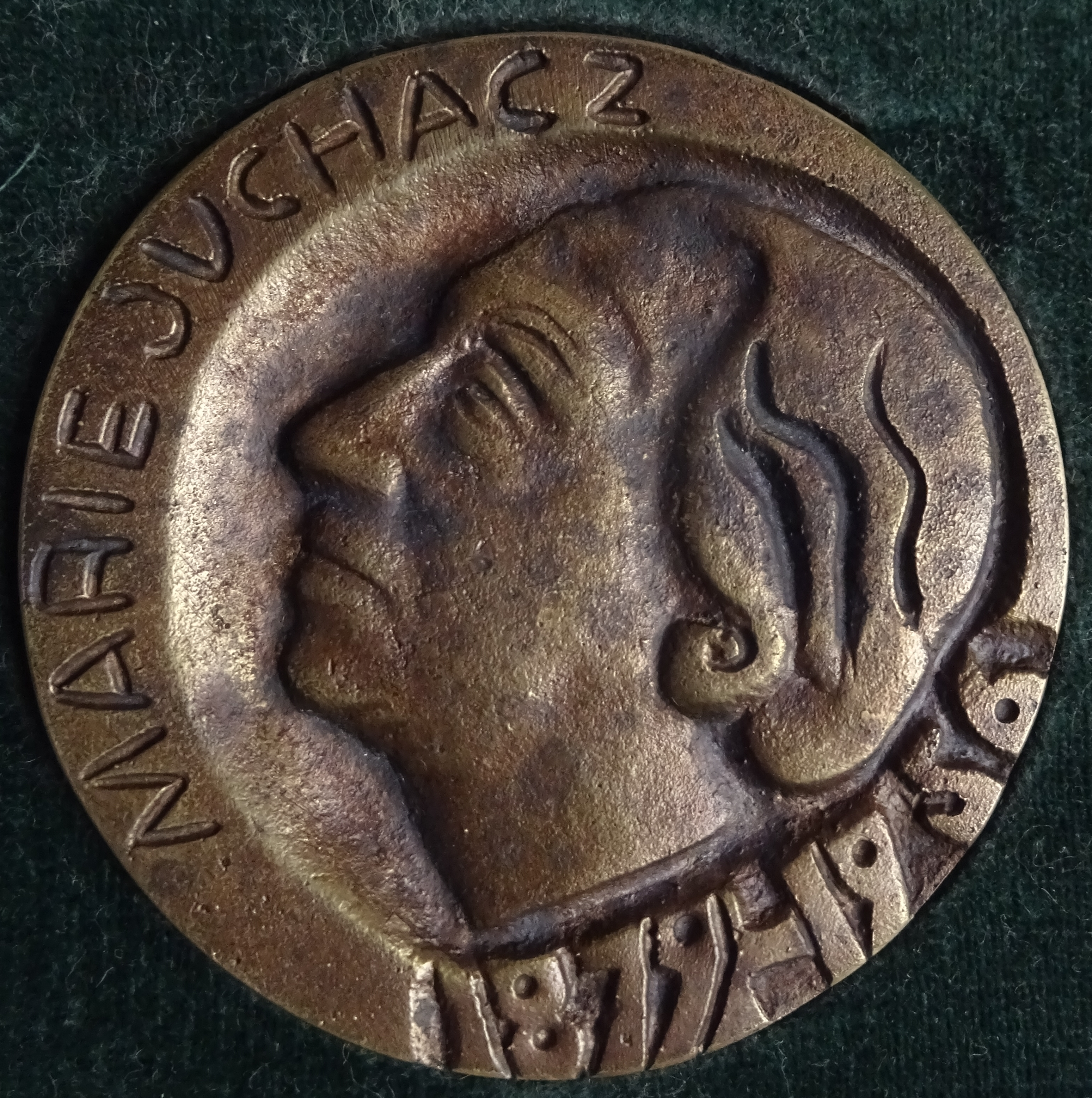
Die Marie-Juchacz-Plakette

Seite 1 der Urkunde der Marie-Juchacz-Plakette

Seite 2 der Urkunde der Marie-Juchacz-Plakette – verliehen an Friedhelm Farthmann, Unterschrift: Hermann Buschfort

Die Marie-Juchacz-Plakette ist eine Ehrenauszeichnung, die von der Arbeiterwohlfahrt (AWO) verliehen wird. Sie ist die höchste Auszeichnung dieses Verbandes und wird seit 1969, dem 50-jährigen Jubiläum der AWO, vergeben. Namensgeberin war Marie Juchacz, eine deutsche Frauenrechtlerin, Sozialreformerin und im Jahr 1919 Gründerin der Arbeiterwohlfahrt.
Die Auszeichnung wird an Mitglieder der Arbeiterwohlfahrt verliehen, die besonderes Engagement für den Verein gezeigt haben und politisch für die Belange der AWO einstanden.

## Preisträger
- 1969: Heinrich Albertz (1915–1993), Luise Albertz (1901–1979), Walter Auerbach (1905–1975), Else Braun, Kurt Conrad (1911–1982), John Caspari (1888–1984), Karl Dinges, Christine Evert, Kurt Exner (1901–1996), Walter Friedländer (1891–1984), Heinrich Froböse, Paul Fröhlich, Johanna Gnoss, Heinrich Hemsath (1902–1978), Wilhelm Hennecke (1896–1969) (postum), Margarete Hofmann, Ella Kay (1895–1988), Heinz Keese, Paul Kolb, Marta Korell, Josef Kremer, Erna Magnus, Ludwig Meyburg, Friederike Nadig (1897–1970), Charlotte Niehaus (1882–1975), Maria Nitzschke, Kurt Partzsch (1910–1996), Ludwig Preller (1897–1974), Hermann Rehwald, Matthias Schett, Emma Schulze, Susanne Schulze-Hirschberg, Peter Schwarz (1909–??), August Seeling (1906–1998), Marie von Seggern (1884–1973), Karl Siebert, Elfriede Snihotta, Ferdinand Strahl, Grete Vogel (1891–1970), Hedwig Wachenheim (1891–1969), Arno Winkler
- 1970: Ruth Bang (1897–1972), Helen Fogg, Frieda Paul (1902–1989), Fritz Ripp, Katherine Taylor, Käthe Walter, Marianne Welter (1907–2004)[1]
- 1971: Gretel Baumbach (1896–1983), Ina Boss, Frieda Brennecke, Theo Burauen (1906–1987), Paul Cohnen, Otto Durniock, Walter Günther, Albert Haider, Gerda Hajek-Simons, Christa Hasenclever (1906–1992), Fritz Heine (1904–2002), Heinrich Hünerbein, Hermann Koch (1920–2002), Max Koch, Lotte Lemke (1903–1988), Minna Lubitz, Elise Meyer, Karl Onken, Arnold Overzier, Hubert Peter, Marta Schanzenbach (1907–1997), Ernst Schapert, Hans Schiefele, Willi Schirrmacher (1906–1992), Maria Schneider, Georg Stangel, Gertrud Völcker (1896–1979), Hans Weinberger (1898–1976), Martha Wißmann (1910–1989)
- 1972: Ernst Barth, Hertha Beese (1902–1987), Maria Berns (1899–1981), Wilhelm Blumenthal, Gertrud Grün (1895–1978), Kurt Hartrodt (1891–1974), Magdalene Heilmann (1894–1986), Paul Hofstetter (1907–1983), Käthe Klingelhöfer (1889–1977), Alfred Liebreich, Hanna Lübben, Caroline Muders, Franz Neumann (1904–1974), Arno Partzsch, Käte Richter, Hugo Roller (1907–1990)
- 1973: Hans Braun, Karl Brosien, Georg Buch (1903–1995), Ernst Dillenburger, Berta Emanuel, Herta Görtiz, Ernst Grünzner, Emma Hamp, Olga Hussong, Tilly Kluin, Reinhard Knauf, Waltraut Ott, Frieda Lohr, Friedel Oelrichs, Elsa Partzsch, Georg Peters (1908–1992), Jakob Philipp, Berta Pinkel, Gertrud Reichert, Thea Reith, Paula Salzsieder, Lina Schmitt, Alois Sladek (1903–1987), Wally Starzonek, Walter Treittinger, Margret Vitzthum
- 1974: Walter Arendt (1925–2005), Frieda Bendfeldt (1904–1983), Rudi Deutsch, Werner Figgen (1921–1991), Marga Fulfs, Klaus Heinz, Josef Holl (1921–1993), Gerda Kade, Agnes Klein, Hanne Landgraf (1914–2005), Berta Möller-Dostali, Alfred Nau (1906–1983), Alois Strohmayr (1908–1993), Peter Trapp, Heinz Westphal (1924–1998), Gretel Wolfskeil, Johann Zander
- 1975: Margarete Braunroth, Inge Galka, Hanni Koch-Yard, Hanna Lucas, Alois Meyer, Franz Pelzl, Hermann Pesch, Alfred Prast, Käte Reichert, Fritz Rupprecht (1897–1990), Erna Laura Schmitz, Helene Schultheiß, Maria Thamm, Friedrich Widmann, Peter Zeilfelder, Walter Zimmermann
- 1976: Raimund Böhm, Hans Engel, Friedrich von Gehlen, Rudolf Günther, Hanna Rau-Simon, Bernhard Schroth (1908–1986), Heinrich Senz, Wilhelm Storck, Gustav Streich, Anni Trapp (1901–1994), Marie-Luise Wolter, Georg Wündisch
- 1977: Heinz Breidenbend, Arne Bruusgaard, Karl Herold (1921–1977), Gustav Hochwärter, Richard Kirsten, Rudolf Kollmann, Horst Salzmann, Elisabeth Schäfer, Ernst Schellenberg (1907–1984), Hennes Schneider, Sofie Schwarzkopf, Hilde Staab, Karl-Heinz Thiel, Ernst Thissen
- 1978: Willi Andres, Berta Fuchs, Ella Hasenkamp, Ernst Knäpper (1920–1986), Willy Könen (1908–1980), Helene Reklat, Emmy Schlüter, Karl Schlüter, Willy Sörensen, Elisabeth Weisker
- 1979: Hans Besch, Käte Besch, Fritz Buchow, Käte Büttner, Arthur Bunkowski, Erna David, Meta Dümmen, Else Drenseck (1911–1997), Käthe Engelhaupt, Willi Ewert, Martha Fackler, Josef Mendling (1920–2000), Günter Mielau, Gustav Nienstedt, Anton Paul, Johannes Räder, Willi Rieple (1898–1983), Änne Rumetsch, Erich Schmidt, Klaus Schütz (1926–2012), Wilhelm Schultheiss, Fritz Tändler, Helene Treichel, Horst Warnecke, Alfred Wiedmann
- 1980: Max Bernhard, Herta Brünen-Niederhellmann (1906–1981), Hermann Buschfort (1928–2003), Ella Ehlers (1904–1985), Herbert Ehrenberg (1926–2018), Ursula Härter, Peter Heinen, Richard Höptner, Antje Huber (1924–2015), Karl Kessel, Horst Kniep, Helmut Lützeler, Johanna Mayer, Vincenz Moritz, Karl Plisch, Johannes Ernst Sondermann (1930–2007), Max Steffen, Hans-Jochen Vogel (1926–2020), Frider Wurm
- 1981: Wilhelm Böllersen (1905–1998), Heinz Braun, Marianne Caldara, Johann Gasper, Gerd Hölzel, Ludwig Kaden, Heinz Karrach, Erna Loos, Friedel Pfeiffer, Bruno Schäfer
- 1982: Oskar Böhm (1916–2001), Ruth Grohe, Otto Klingemann, Adalbert Schmüser, Annemarie Steimer
- 1983: Emil Blohm, Gertrud Bock, Hans Höchtl, Frieder Schimpf, Helene Schoettle (1903–1994), Olaf Sund (1931–2010)
- 1986: Friedhelm Farthmann (1930–2024), Wilhelm Schultheis (1923–2010)
- 1989: Hans Sponsel (1926–1997), Helmut Breiden (* 1923), Hans Pfaffenberger (1922–2012)[2]
- 2000: Günter Samtlebe (1926–2011)
- 2003: Wilfried Lahne (* 1936)
- 2004: Jutta Limbach (1934–2016), Henning Scherf (* 1938), Ferdinand Hollmann,[3] Ernst Löchelt (1937–2014)[3]
- 2006: Franz Müntefering (* 1940), Helga Kühn-Mengel (* 1947)
- 2007: Paul Saatkamp (* 1935), Hansjörg Seeh (* 1937)
- 2008: Franz Maget (* 1953)
- 2009: Ulla Schmidt (* 1949)
- 2010: Günter Bitterberg (1935–2022),[4] Erdmuthe Fikentscher,[5] Rosemarie Hajek (* 1951),[5] Gerlinde Kuppe (* 1945)[5]
- 2011: Gunder Heimlich (1941–2014), Manfred Nowak (* 1943)
- 2012: Klaus-Peter Bachmann (* 1951)[6], Bodo Champignon (* 1941), Seban Dönhuber (1934–2023)[7], Harald Groth (1943–2025), Else Heinen (* 1928)[8], Hannelore Kraft (* 1961)[9], Paul Quirin (* 1934)[10], Ute Wedemeier (* 1948)
- 2014: Carl Wolfgang Müller (1928–2021)[11]
- 2015: Hans Nisblé (1945–2022)[12], Gudrun Sommer[13]
- 2016: Petra Grimm-Benne (* 1962)[14], Herbert Hofauer (* 1956)[15], Erika Lotz (* 1943)[14], Friedhelm Merkentrup[14], Horst Moser[14], Gabriele Siebert-Paul (* 1956),[16]
- 2017: Rudi Frick (* 1947)

## Preisträger (noch nicht einsortiert)
- Leo Bosch (1917–2008)
- Waltraud Ewert (1925–1999)